# 7511 Паткассен
7511 Паткассен (7511 Patcassen) — астероїд головного поясу, відкритий 2 березня 1981 року.
Тіссеранів параметр щодо Юпітера — 3,174.